# Sandra Sabattini
Sandra Sabattini (Riccione, 19 de agosto de 1961-Bolonia, 2 de mayo de 1984) fue una estudiante de medicina italiana, declarada beata por la Iglesia católica. En el año 2019 el papa Francisco confirmó un milagro atribuido a su intercesión.
Sandra fue miembro de la Comunidad Papa Juan XXIII. En su adolescencia se unió a dicha comunidad después de conocer a su fundador Oreste Benzi y posteriormente empezó a trabajar por los drogadictos y personas enfermas con el sueño de ser parte de las misiones médicas en África. Más tarde se comprometió para el matrimonio, pero falleció después de ser atropellada en un accidente automovilístico mientras asistía a una reunión de la Comunidad cerca de la ciudad Rimini en Italia.
Su proceso de beatificación se inició en 2006 al titularse Sierva de Dios. Posteriormente la Congregación para las Causas de los Santos confirmó sus virtudes heroicas y el papa Francisco la declaró Venerable el 6 de marzo de 2018, mientras que el 2 de octubre del 2019 se le confirmó un milagro, paso fundamental para la beatificación. Sabattini estaba destinada a ser beatificada en la ciudad de Rimini el 14 de junio de 2020, pero la pandemia de COVID-19 obligó a la diócesis de Rimini a posponer la beatificación. El  24 de octubre de 2021 Sabattini fue beatificada en su ciudad natal.

## Biografía
Sandra Sabattini nació el 19 de agosto de 1961 en Rimini en el Hospital de Riccione como la primera de dos hijos de Giuseppe Sabattini y Agnese Bonini; su hermano se llama Raffaele, actualmente es un médico que trabaja en Ceccarini Hospital en Riccione. La familia Sabattini vivía en Misano Adriatico antes de mudarse a Rimini en 1965 a la iglesia parroquial de San Girolamo para vivir con su tío sacerdote Don Giuseppe Bonini quién era el pastor de la parroquia.
La naturaleza piadosa de Sabattini cuando era niña se extendió a llevar un diario desde el 27 de enero de 1972 para registrar sus pensamientos espirituales. Fue alrededor de 1973 cuando conoció al Siervo de Dios Oreste Benzi en una de las varias reuniones de la Comunidad Papa Juan XXIII de Benzi, reuniones que su tío organizaba en su parroquia. En el verano de 1974 participó en un programa de verano para adolescentes en la casa Madonna delle Vette en Canazei (Trento) para personas con discapacidad. Esta experiencia la dejó con un profundo entusiasmo espiritual, y al regresar a casa le dijo a su madre: "Trabajamos hasta cansarnos pero estas son personas que nunca abandonaré". En 1980 completó sus exámenes de secundaria en Rimini antes de comenzar su educación en medicina en la universidad de Bolonia. Sandra Sabattini era conocida por haber obtenido excelentes resultados en cada uno de sus exámenes.
Pero dentro de ella estaba eles de semana y en las vacaciones de verano de 1982 y 1983 atendía a drogadictos en los centros de rehabilitación de la asociación. Sabattini se levantaba cada mañana para meditar en la Iglesia de madrugada antes de la Eucaristía y le encantaba hacerlo en el suelo para demostrar su naturaleza mansa y humilde; cantó en un coro y aprendió a tocar el piano. A los 20 años en un evento de Carnaval conoció a Guido Rossi, quien luego sería su comprometido. Los dos comenzaron a salir y más tarde se comprometieron para casarse, aunque ambos decidieron liderar un matrimonio casto. Ambos compartían el ideal de convertirse en misioneros en África después de casarse, sin embargo su padre, que conocía los sueños de la pareja, le recomendó a su hija que se tomara las cosas con calma en lugar de apresurarse y que culminara sus estudios primero.

## Fallecimiento
A finales de abril de 1984, la asociación se preparó para su reunión en Igea Marina, cerca de Rimini. El 29 de abril a las 9:30 a. m. llegó allí en automóvil junto a su prometido y su amigo Elio. Justo cuando salía del auto, tanto ella como Elio fueron atropellados por un auto que pasaba, dejándola en un coma del que nunca se recuperó. Menos de una semana después, el 2 de mayo, Sabattini murió a causa de sus heridas en el Hospital Bellaria de Bolonia. Su funeral se celebró el 5 de mayo en la iglesia de San Girolamo en Rimini y fue enterrada fuera de la iglesia de San Andrea de Misano Adriatico.
En 1985 Benzi editó la primera edición de su diario y lo volvió a hacer en 2003 junto con notas sobre su vida. El padre Benzi dijo una vez que "Sandra no debe ser buscada entre los muertos" aludiendo a una posible exhumación. Las reflexiones de Benzi resultaron correctas porque en 2009 (después de la muerte de Benzi) se llevó a cabo una exhumación, pero no se encontraron restos. Esto se atribuyó al hecho de que deseaba ser enterrada en tierra desnuda, lo que significaba que la corrosión del ataúd era más probable después del entierro.

## Proceso de canonización
Luego de su muerte, el obispo de la ciudad de Rimini, Mariano de Nicoló, introdujo el 27 de septiembre de 2006 la causa de canonización en el Vaticano y la declaró sierva de Dios, haciendo que la Iglesia católica comience una investigación sobre su vida. La investigación por parte de la iglesia se cerró oficialmente dos años más tarde.

### Beatificación
La Conferencia Episcopal de Emilia-Romaña expresó el 30 de enero de 2006 su opinión favorable a la Congregación para las Causas de los Santos para iniciar los trámites de la causa de beatificación de Sabattini. Esto fue algo por lo que Oreste Benzi presionó después de la muerte de Sandra. La Congregación emitió su consentimiento el 11 de julio de 2006 después de declarar "Nihil obstat" (sin objeciones) y titular a Sandra Sabattini como Sierva de Dios. El proceso de investigación diocesano se inició el 27 de septiembre de 2006 y se cerró el 6 de diciembre de 2008.
El informe Positio se envió a la Congregación para las Causas de los Santos para su evaluación; los teólogos confirmaron la causa y los miembros de Congregación la siguieron el 6 de marzo de 2018. También fue el 6 de marzo cuando el Papa Francisco confirmó que Sabattini vivió una vida modelo de virtudes heroicas y la nombró Venerable. El 2 de octubre de 2019, el Papa confirmó un milagro atribuido a su intercesión que permitiría su beatificación. La diócesis de Rimini anunció el 1 de noviembre de 2019 que la beatificación tendría lugar el 14 de junio de 2020; sin embargo la pandemia de coronavirus obligó a la diócesis de Rimini el 6 de abril de 2020 a anunciar que la beatificación se pospondría, con una nueva fecha el 24 de octubre de 2021.

## Patronazgo
Sandra está definida como la «Santa de lo cotidiano» dado que no realizó actos extraordinarios en vida. Su vocación misionera y noviazgo casto da testimonio para ser considerada además la primera «Novia santa», Guido Rossi, quien fue su comprometido afirmó en una entrevista que «El tiempo del noviazgo no era simple o solamente una alegría humana, sino que era una alegría que se debía al hecho que esta relación estaba al centro de un proyecto más alto».